# Angelika Klüssendorf

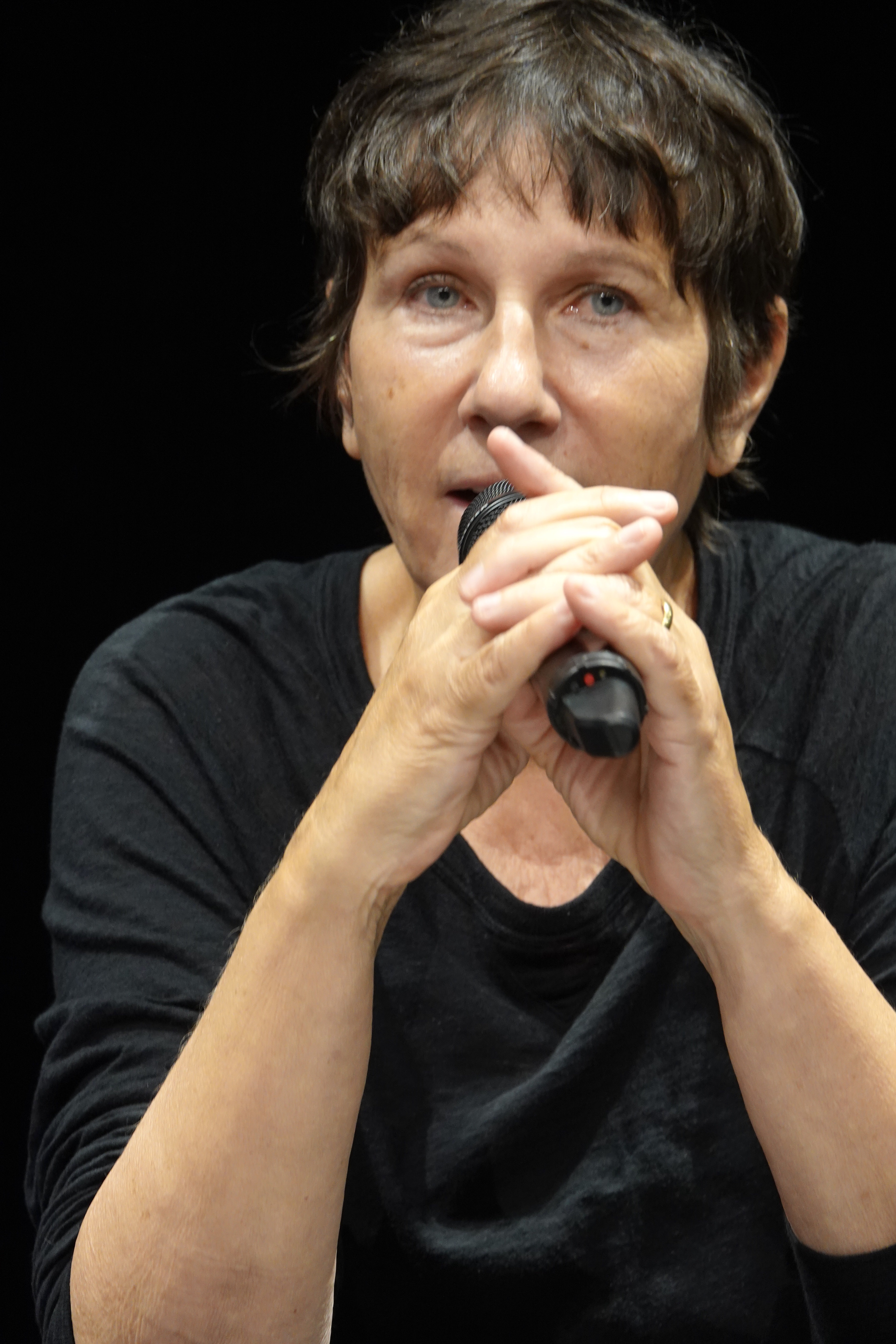
Angelika Klüssendorf, 2023

Angelika Klüssendorf (* 26. Oktober 1958 in Ahrensburg) ist eine deutsche Schriftstellerin.

## Leben
Angelika Klüssendorf wuchs in der DDR auf. Von 1961 an lebte sie in Leipzig, wo sie eine Ausbildung zum Mechanisator absolvierte. 1985 übersiedelte sie nach Westdeutschland. Sie hat zwei Kinder; mit dem Vater ihres Sohnes, dem Journalisten und FAZ-Mitherausgeber Frank Schirrmacher, war sie verheiratet. Seit 2017 ist sie mit dem Schriftsteller Torsten Schulz verheiratet.
Angelika Klüssendorf ist Autorin erzählender Werke und von Theaterstücken. 1989 nahm sie am Ingeborg-Bachmann-Wettbewerb in Klagenfurt teil. Seitdem stand sie mehrfach auf der Shortlist für den Deutschen Buchpreis und erhielt verschiedene Literaturpreise, darunter den Preis der SWR-Bestenliste.

## Werk

### Erzählungsbände
1990 veröffentlichte Angelika Klüssendorf ihr erstes Buch Sehnsüchte. Eine Erzählung, das großen Zuspruch im Feuilleton erfuhr. Es folgte die Erzählung Anfall von Glück 1994 sowie 2004 und 2009 die Erzählungsbände Aus allen Himmeln und Amateure. In den Rezensionen zu Aus allen Himmeln wird Klüssendorfs großes Erzähltalent gelobt, ebenso wie ihre Fähigkeit, „virtuos unaufwendig“ zu konstruieren.
Zum Erzählungsband Amateure schreibt Meike Feßmann in der Süddeutschen Zeitung: „[Angelika Klüssendorf hat] einen Ton gefunden, der die Essenz der amerikanischen Shortstory glaubhaft in die deutsche Sprache überträgt, dorthin, wo in einer Sprache zwei verschiedene Mentalitäten aufeinander treffen.“ Die Verortung vieler Erzählungen in der DDR wird von der Kritik oft erwähnt, gleichzeitig wird jedoch darauf hingewiesen, dass die Stärke ihrer Texte gerade in der übergreifenden Relevanz der Themen liege.

### Romane
Angelika Klüssendorfs Werk umfasst fünf Romane: Alle leben so von 2001, eine Trilogie, beginnend mit Das Mädchen (2011), gefolgt von April (2014) und Jahre später (2018), sowie Vierunddreißigster September (2021).

#### Alle leben so
Angelika Klüssendorfs erster Roman Alle leben so von 2001 wird häufig in direktem Zusammenhang mit ihren Erzählungen gelesen, da auch hier Erzählinstanzen wechseln und verschiedene Erzähler den Text bestimmen. Das Schicksal dieser verbindet sich auf immer neue Weise über die einzelnen Kapitel, der Roman bleibt aber trotzdem episodisch. Für Kristina Maidt-Zinke (Süddeutsche Zeitung) handelt es sich um einen Roman voller Täuschungen und Verrätselungen, es spuke der Geist Franz Kafkas durch die Seiten.

#### Das Mädchen
Das Mädchen markiert den Durchbruch Klüssendorfs als Autorin. Der erste Band von Klüssendorfs Trilogie stand 2011 auf der Shortlist für den Deutschen Buchpreis. Er erzählt vom Erwachsenwerden des „Mädchens“, das den gesamten ersten Band über namenlos bleibt und dessen Kindheit geprägt ist von Grausamkeiten und Schrecken: Der Vater trinkt, die Mutter ist eine Tyrannin, die ihre Wut an den Kindern auslässt – eine Familie ohne Liebe, und dies in der DDR der 70er Jahre, wo das Mädchen, das später im Kinderheim landen wird, ohnehin kein leichtes Leben hat. Von der Kritik wird der Roman hoch gelobt, so begeistern unter anderem Klüssendorfs Umgang mit sozialem Elend sowie das stille und trotzdem pointierte Erzählen die Rezensenten. Die Zeit bezeichnet den Roman als „eine[n] der radikalsten und bewegendsten Adoleszenzromane deutscher Sprache“.

#### April
2014 setzt Angelika Klüssendorf die mit Das Mädchen begonnene Romantrilogie mit April fort, auch dieser Roman steht auf der Shortlist des Deutschen Buchpreises. Das Mädchen gibt sich nun nach einem Deep-Purple-Song den Namen April, sie ist erwachsen geworden und arbeitet als Bürohilfskraft in Leipzig. Sie wendet sich Kunst und Literatur zu, versucht, ihre eigenen Grenzen auszuloten und reist 1985 in den Westen aus. Doch ihre Kindheit ist nicht vergessen, immer wieder holen sie Erinnerungen ein und sie kämpft mit den Erfahrungen der vergangenen Zeit. Die Kritik hebt bei diesem Roman die außergewöhnliche Sprache hervor, die „neben der Hauptfigur die eigentliche Heldin“ sei. Klüssendorf verstehe es, zu verdichten, gleichzeitig sei der Sog dieser Prosa aber enorm.

#### Jahre später
Jahre später setzt im Jahr 1989 ein. Der letzte Band der Trilogie erzählt von den Ehejahren Aprils und seziert eine Beziehung, die sich schnell als enttäuschend erweist. April, die sich schon im gleichnamigen Roman der Literatur gewidmet hat, leidet unter einer Schreibblockade und verfällt in eine Depression. Für Heide Soltau „ist Angelika Klüssendorf mit Jahre später ein weiteres Meisterwerk gelungen. Verknappt in der Form und radikal im Inhalt bringt dieses Buch die Geschichte einer Ehe unerbittlich auf den Punkt“. Mit dem Roman beende Klüssendorf einen Zyklus, „der nicht viel Worte machen muss, um die Bodenlosigkeit der Existenz auszuloten“, so Ijoma Mangold in Die Zeit. Auch darüber hinaus gilt der Roman vielen Rezensenten als gelungener Abschluss der Trilogie, in dem laut Christel Wester von Deutschlandfunk Kultur einerseits die Geschichte der anderen beiden Bände bruchstückhaft durchscheine, andererseits das Ganze zu einem komplexen Entwicklungs- und Künstlerinnenroman ausgeweitet würde, in dem die Literatur als Rettungsanker fungiere. Stephan Wackwitz bezeichnet Klüssendorfs Trilogie in der taz dann auch als den „Anton Reiser der wiedervereinigten deutschen Republik“.
Die Kritik zog Parallelen zwischen Aprils Ehemann, dem Chirurgen Ludwig, und Klüssendorfs erstem Ehemann Frank Schirrmacher. Jens Bisky schreibt dazu in der Süddeutschen Zeitung: „Wer ihren Roman […] wie eine Homestory liest, wird in ihm nur die Schatten eigener Vorurteile sehen und sich damit um ein großes intellektuelles Vergnügen bringen. „Jahre später“ ist ein kunstvoll konzentrierter, suggestiver, hochironischer Gesellschaftsroman, wenn man Gesellschaft im elementaren Sinn versteht, als ein Geflecht unwahrscheinlicher, instabiler Beziehungen.“ Michael Angele vergleicht in seinem 2018 erschienenen Porträt Schirrmachers die irreführenden Erzählungen der Figur Ludwig und der Person Schirrmacher über die eigene Herkunft.

## Auszeichnungen
- 1987: Stipendium des Deutschen Literaturfonds
- 1989: Arbeitsstipendium des Berliner Senats
- 2004: Roswitha-Preis
- 2011: Nominierung für den Deutschen Buchpreis (Shortlist) für Das Mädchen
- 2013/14: Stadtschreiberin von Bergen
- 2014: Hermann-Hesse-Literaturpreis[22]
- 2014: Shortlist für den Deutschen Buchpreis für April
- 2014: Preis der SWR-Bestenliste
- 2014: Hertha Koenig-Literaturpreis
- 2015: Grand Prix de l’Héroïne Madame Figaro für La fille sans nom, der französischen Übersetzung von Das Mädchen
- 2018: Nominierung für den Deutschen Buchpreis (Longlist) für Jahre später
- 2019: Marie Luise Kaschnitz-Preis
- 2022: Nominierung für den Prix Femina Literaturpreis
- 2023: Nominierung für den Deutschen Buchpreis (Longlist) für Risse

## Werke

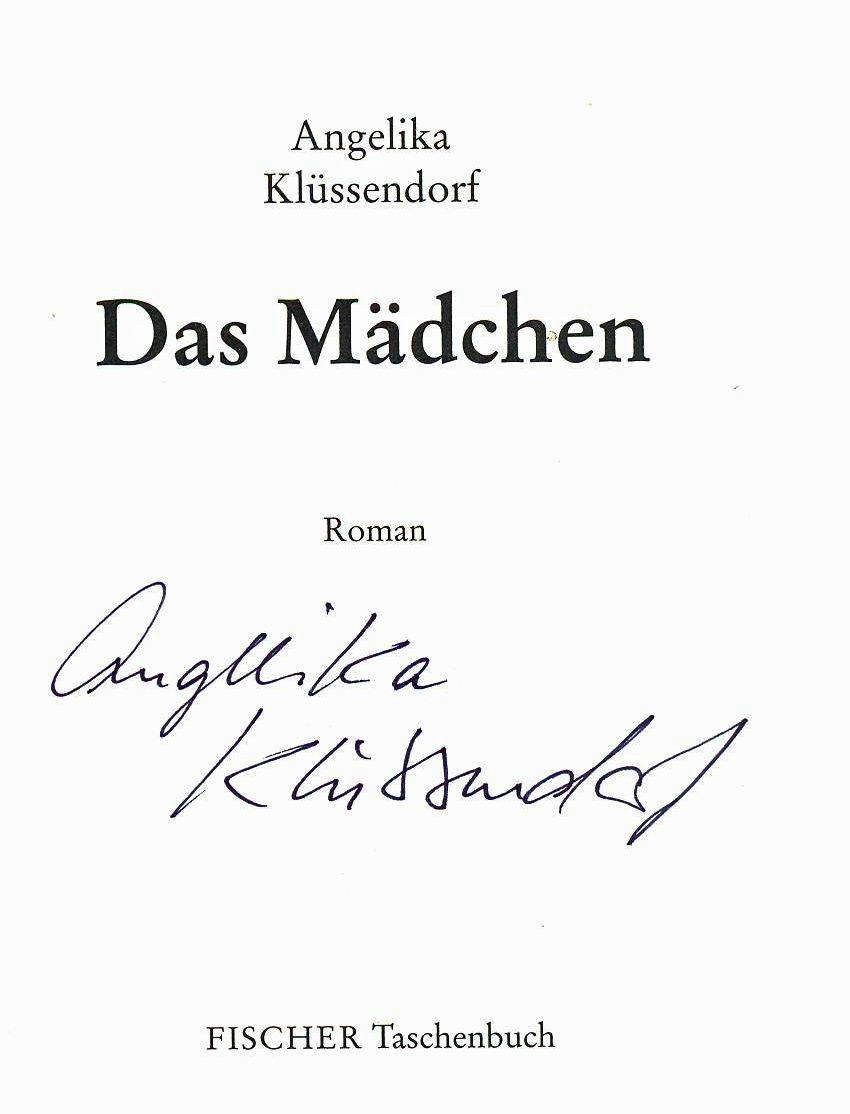
Autograph von Angelika Klüssendorf

- Sehnsüchte. Eine Erzählung, Carl Hanser Verlag, München 1990, ISBN 978-3-446-15763-7.
- Anfall von Glück, Erzählung, Carl Hanser Verlag, München 1994, ISBN 978-3-446-17868-7.
- Frag mich nicht, schieß mich tot! Eine Farce, Theaterstück, als Manuskript beim Verlag der Autoren, Frankfurt am Main 1995, abgedruckt in: Theater der Zeit Nr. 2/1996, Berlin 1996, ISSN|0040-5418.
- Alle leben so, Roman, S. Fischer Verlag, Frankfurt am Main 2001, ISBN 978-3-10-038201-6.
- Aus allen Himmeln, Erzählungen, S. Fischer Verlag, Frankfurt am Main 2004, ISBN 978-3-10-038202-3.[23]
- Amateure, Erzählungen, S. Fischer Verlag, Frankfurt am Main 2009, ISBN 978-3-10-038203-0.[24]
- Das Mädchen, Roman, Kiepenheuer & Witsch, Köln 2011, ISBN 978-3-462-04284-9 (als Hörbuch: Das Mädchen, ungekürzte Lesung von Julia Nachtmann, Regie Margrit Osterwold, 4 CDs (263 Minuten), Hörbuch, Hamburg 2011, ISBN 978-3-89903-344-1).[25]
- April, Roman, Kiepenheuer & Witsch, Köln 2014, ISBN 978-3-462-04614-4.
- Jahre später, Roman, Kiepenheuer & Witsch, Köln 2018, ISBN 978-3-462-04776-9.
- Vierunddreißigster September, Roman, Piper, München 2021, ISBN 978-3-492-05990-9
- Risse, Erzählungen, Piper, München 2023, ISBN 978-3-492-05991-6 (als Hörbuch: Risse, ungekürzte Lesung von Corinna Harfouch, Regie Roman Ruthardt, 3 CDs (ca. 215 Minuten), Hörbuch, Hamburg 2023, ISBN 978-3-86952-590-7)[26]